# KT (エネルギー)
| 25 °C (298 K) での kT の値 | 単位       |
| -------------------------- | ---------- |
| kT = 4.11×10−21            | J          |
| kT = 4.114                 | pN⋅nm      |
| kT = 9.83×10−22            | cal        |
| kT = 25.7                  | meV        |
| 関連する量                 |            |
| kT/hc = 200                | cm−1       |
| kT/e = 25.7                | mV         |
| RT = kT⋅NA = 2.479         | kJ⋅mol-1   |
| u = 0.593                  | kcal⋅mol−1 |
| h/kT = 0.16                | ps         |

kT はボルツマン定数 k と温度 T の積である。この積は物理学において、分子スケールの系におけるエネルギー値のスケーリング因子として（エネルギーの単位として用いられることもある）、エネルギーのみには依存しないが、エネルギーと kT との比、すなわち E/kT（アレニウスの式とボルツマン分布を参照）には依存する多くの過程の速度および頻度として使用される。正準集団に従う平衡系では、エネルギー E を持つ状態にある系の確率は e−ΔE/kT に比例する。
より根本的には、kT は系の熱力学的エントロピーの増大に必要な熱の量である（自然単位系ではナット）。したがって、E/kT は自然単位系において測定される分子毎のエントロピーの量を表わす。
数多くの分子が含まれる巨視的スケールの系では、RT 値が一般的に使用される。そのSI単位はジュール毎モル（J/mol: (RT = kT⋅NA)）である。